# Autovía Jerez-Antequera

Autovía.

La A-382 será una autovía autonómica andaluza que discurrirá por las provincias de Cádiz y Málaga. Pertenecerá una vez acabada a la Red Básica de Articulación (identificador verde) dentro del Catálogo de Carreteras de Andalucía.
Antes de su traspaso a la Junta de Andalucía en 1984, su trazado formaba parte de la carretera N-342. Después de la transferencia, la Junta dio el nombre de A-382 a toda la ruta entre Jerez y Antequera, en la actualidad dividida en A-382 y A-384.
Esta autovía discurrirá entre Jerez de la Frontera y Antequera comunicando la totalidad de pueblos de la sierra de Cádiz entre ellos o con las ciudades antes citadas. Esta actuación posibilitará que la provincia de Cádiz este excelentemente comunicada con Andalucía Oriental y el Levante sin necesidad de dar un rodeo por Sevilla. Posibilitando que el tiempo de viaje entre Granada y Jerez de la Frontera no sea superior a 2 horas y 30 minutos.
El tramo Arcos de la Frontera (Este) - Bornos, que cuenta con proyecto para su conversión en autovía (aunque está caducado), cuenta con un Índice Medio Diario de 9779 vehículos de los que el 9% son pesados. Durante 2025 se licitará la redacción del nuevo proyecto de desdoble del tramo, constando en los Presupuestos de la comunidad autónoma de Andalucía 2025.

## Tramos
| Denominación | Tramo                                             | Año servicio / Estado (2025)                                                         | Longitud (km) |
| ------------ | ------------------------------------------------- | ------------------------------------------------------------------------------------ | ------------- |
| A-382        | Tramo I: Jerez de la Frontera - Circuito de Jerez | 2006                                                                                 | 7,9           |
| A-382        | Tramo II: Circuito de Jerez - Jédula              | 2007                                                                                 | 5,5           |
| A-382        | Tramo III: Jédula - Arcos de la Frontera (Oeste)  | 2007                                                                                 | 7,2           |
| A-382        | Tramo IV: Variante de Arcos de la Frontera        | 2006                                                                                 | 9             |
| A-384        | Arcos de la Frontera (Este) - Bornos              | Proyecto caducado (pendiente licitación de nueva redacción de proyecto durante 2025) | 8             |
| A-384        | Bornos - Algodonales                              | Pendiente nuevo estudio informativo (caducado el anterior)                           | 38,5          |
| A-384        | Algodonales - Puerto Seco                         | Pendiente nuevo estudio informativo (caducado el anterior)                           | 74,5          |
| A-384        | Puerto Seco - Antequera A-92                      | Formalización y redacción de proyecto                                                | 9             |

## Recorrido Actual
La autovía en la actualidad une Jerez de la Frontera con Arcos de la Frontera. Nace en la salida 631 de la A-4 (Madrid-Cádiz) y se dirige hacia el este, con una salida hacia el Circuito de Jerez. Bordea por el sur la pedanía arcense de Jédula antes de llegar a su destino, Arcos de la Frontera, donde se divide en tres posibles destinos:
- A-372  a El Bosque y Grazalema
- A-384  a Antequera
- A-393  a Espera